# Maniola dryas
Maniola dryas är en fjärilsart som beskrevs av Felder 1867. Maniola dryas ingår i släktet Maniola och familjen praktfjärilar. Inga underarter finns listade i Catalogue of Life.